# Прондник-Кожкевский
Про́ндник-Кожке́вский (пол. Prądnik Korzkiewski) — село в Польше в сельской гмине Велька-Весь Краковского повета Малопольского воеводства.

## География
Через село протекает река Прондник, являющаяся левым притоком Вислы.
В 1975—1998 годах село входило в состав Краковского воеводства.

## Население
По состоянию на 2013 год в селе проживало 251 человек.
| 1880 | 2000 | 2001 | 2002 | 2003 | 2004 | 2005 | 2006 | 2007 | 2008 | 2009 | 2010 | 2011 | 2012 | 2013 |
| ---- | ---- | ---- | ---- | ---- | ---- | ---- | ---- | ---- | ---- | ---- | ---- | ---- | ---- | ---- |
| 18   | 217  | 217  | 224  | 220  | 220  | 222  | 222  | 231  | 242  | 245  | 250  | 247  | 260  | 251  |

| Перепись  | Всего   | Всего | Женщины | Женщины | Мужчины | Мужчины |
| --------- | ------- | ----- | ------- | ------- | ------- | ------- |
| Единицы   | человек | %     | человек | %       | человек | %       |
| Население | 251     | 100   | 135     |         | 116     |         |

## Достопримечательности
Памятники культуры Малопольского воеводства:
- Крестьянский двор, в состав которого входят пивоварня XIX века, мельница XVIII века и амбар XIX века (№ А-119/М).
- Кузница XVIII века (№ А-603).